# Gösta Werner (regissör)
Gösta Werner, född 15 maj 1908 i Östra Vemmenhög i Skåne, död 20 juli 2009 i Adolf Fredriks församling i Stockholm, var en svensk regissör, filmforskare, kritiker och professor. Han var son till Carl Werner och far till Tonie Lewenhaupt.

## Biografi
Werner gjorde sig känd på 1940-talet för sina kortfilmer av experimentell karaktär. Han skrev in sig i filmhistorien med Midvinterblot, en berättelse i bild. Bild blev Werners framträdande drag, förutom det litterära. Hans mest kända kortfilm är Att döda ett barn, baserad på en novell  med samma namn av Stig Dagerman. 
Från tidigt 70-tal undervisade Werner i filmvetenskap på Stockholms universitet som docent och sedermera professor. Han var en av världens största auktoriteter på Mauritz Stiller och dennes filmer, som han bland annat doktorerade på. 
Werner gjorde under sin levnad över 40 filmer, de flesta kort- och beställningsfilmer. Han skrev över 40 essäer och avhandlingar samt deltog aktivt i filmbranschens aktiviteter, bland annat som en av grundarna till Svenska Filmklubben samt Svenska Filmsamfundet 1933. Han var också en av grundarna till världens äldsta filmstudio,  Lunds Studentfilmsstudio 1929. 
Werner avled 2009, 101 år gammal. Han var vid sin död världens äldste regissör, med de sista filmerna gjorda bara tio år innan.

## Filmografi i urval

### Regi
- 1943 – Tre 300-åriga städer
- 1946 – Midvinterblot
- 1947 – 40 år med kungen
- 1947 – Skansenvår
- 1948 – Loffe på luffen
- 1949 – Gatan
- 1950 – Två trappor över gården
- 1952 – Möte med livet
- 1953 – Att döda ett barn
- 1955 – Friarannonsen
- 1966 – Människors möte
- 1969 – Stiller-fragment
- 1981 – Victor Sjöström – ett porträtt av Gösta Werner
- 1987 – Mauritz Stiller
- 1996 – Den röda fläcken
- 1998 – Spökskepp

### Manus
- 1938 – Kloka gubben
- 1938 – Svensson ordnar allt!